# Chucky
Chucky, es un personaje ficticio y el principal antagonista de la saga de películas de terror Child's Play creado por Don Mancini. Chucky es descrito como un muñeco Good Guy que fue poseído por medio de magia vudú por el asesino en serie, Charles Lee Ray. 
El personaje se ha convertido en uno de los íconos del terror más reconocibles y ha sido mencionado en numerosas ocasiones en la cultura popular.

## Cronología

### Child's Play (1988)
Asesinado a tiros por el detective Mike Norris, el asesino moribundo Charles Lee Ray usa magia vudú para poner su alma dentro de un muñeco llamado Chucky, que Karen Barclay compra para su hijo pequeño, Andy Barclay. Cuando Chucky mata a la niñera de Andy, el niño se da cuenta de que el muñeco está vivo y trata de advertir a la gente antes de que Andy se convierta en la próxima víctima de Chucky.

### Child's Play 2 (1990)
Dos años después de que el asesino en serie Charles Lee Ray insertara su alma en un muñeco Chucky, una empresa de juguetes intenta recrear el muñeco y trae a Ray de regreso en el proceso. El muñeco poseído, con la intención de reclamar un cuerpo humano, se abre camino hacia el antiguo propietario Andy, que ahora vive en un hogar de acogida. La hermana adoptiva de Andy, Kyle, intenta protegerlo y el camino asesino de Chucky continúa.

### Child's Play 3 (1991)
Han pasado años desde que Chucky, el muñeco con alma y voz de un asesino psicópata, fue aparentemente destruido en una fábrica de muñecas. Ahora el fabricante de Chucky está rehaciendo la misma línea de juguetes con materiales viejos y todavía embrujados. Esto resucita a Chucky, quien persigue a Andy, su antiguo dueño, que ahora asiste a una escuela militar. Chucky se abre camino a través de una serie de asesinatos grotescos mientras Andy intenta detener al muñeco homicida y al espíritu que contiene.

### La novia de Chucky (1998)
Después de ser cortado en pedazos en la película anterior, el muñeco asesino Chucky es resucitado por Tiffany, su exnovia. Después de una discusión, Chucky mata a Tiffany y transfiere su alma a una muñeca de novia. Para encontrar el amuleto mágico que puede restaurarlos a ambos a su forma humana, Chucky y Tiffany hacen arreglos para que Jesse y Jade, una pareja de adolescentes que no saben que su cargamento está vivo, los lleven a Nueva Jersey.

### El hijo de Chucky  (2004)
Glen es el muñeco de un ventrílocuo, descendiente de los malvados muñecos Chucky y Tiffany, ambos fallecidos. Cuando el huérfano Glen se entera de que se está haciendo una película sobre sus padres, va a Hollywood y los resucita en un intento de conocerlos mejor. Se horroriza cuando sus padres se embarcan en una nueva ola de asesinatos, y Chucky se horroriza igualmente porque a su hijo no le gusta el mal.

### La maldición de Chucky (2013)
Nueve años después de los acontecimientos de la película anterior. Chucky llega a la casa de Nica Pierce y su madre Sarah, una mujer con una conexión con su pasado. Termina matando a Sarah y al resto de la familia de Nica antes de incriminarla por los asesinatos.

### Culto a Chucky (2017)
Chucky regresa para atormentar a una Nica ahora institucionalizada, mientras que Andy Barclay, ahora adulto, intenta detener los planes de Chucky de una vez por todas.  En un momento, Chucky descubre cómo dividir su alma en muchos cuerpos a la vez, creando así un "culto".

### Chucky: la serie (2021/2023)

#### Temporada 1 (2021)
Jake Wheeler compra un muñeco de la marca Good Guys y descubre que el muñeco está poseído por el alma del asesino en serie Charles Lee Ray. Jake pronto queda envuelto en una serie de eventos extraños que involucran a Chucky, quien desata una ola de asesinatos alrededor de la localidad. Algunos compañeros del chico (Devon, Lexy y Junior) también se verán atraídos a estos sucesos que tienen una aparente conexión con el misterioso muñeco.  Además, se muestran flashbacks que resuelven incógnitas sobre el pasado de Charles, como quién fue su primera víctima y cómo conoció a su novia Tiffany. 
Chucky buscaba cumplir un ritual vudú al hacer que un joven inocente asesinara por él.

#### Temporada 2 (2022)
Las copias de Chucky llegan a Incarnate Lord y los protagonistas le lavan el cerebro a una de ellas, quien luego es conocida como «el buen Chucky». Bajo la estricta supervisión del padre Bryce, los chicos buscarán entender el propósito que tienen estas copias, a la vez que atraviesan conflictos entre sí. 
Tras diversos eventos, varios de los personajes terminan reunidos en Incarnate Lord —incluidos Andy y Kyle— para exorcisar al buen Chucky, quien entretanto había recuperado su naturaleza malvada. 
Cuando todo indica que se han deshecho de cada versión de Chucky viven un periodo de paz, pero meses después descubren que el asesino aún vive. Y junto con Caroline, la hermana de Lexy, quien se une al lado del mal bajo la influencia de Chucky.

#### Temporada 3 (2023)
Chucky se ha infiltrado en la casa blanca debido a su influencia sobre el hijo del presidente y empieza otra ola de asesinatos, Jake, Devon y Lexy se enteran de eso y buscan detenerlo y Tiffany por sus crímenes es enviada a prisión.

## Nueva versión

### Child's Play (2019)
El joven Andy Barclay recibe un regalo especial de su madre: un muñeco Buddi aparentemente inocente que se convierte en su mejor amigo. Cuando el muñeco de repente cobra vida propia, Andy se une a otros niños del vecindario para evitar que el siniestro juguete cause estragos.